# Slovenská země (1938–1939)
Slovenská země (dobově též země Slovenská, slovensky Slovenská krajina) bylo autonomní území v Československu na přelomu let 1938 a 1939. Slovenská autonomie byla za druhé republiky vyhlášena 6. října 1938 žilinskou dohodou, po jejím ústavním zakotvení 23. listopadu 1938 byl název celé republiky změněn na Česko-Slovensko. Autonomní země, v níž vládla Hlinkova slovenská ľudová strana s výrazně nacionalistickou politikou, existovala do 14. března 1939, kdy byl jejím sněmem vyhlášen samostatný Slovenský stát, což se stalo jedním z kroků zániku Česko-Slovenska. V rámci Slovenského státu fungovalo zemské zřízení dočasně do konce roku 1939, kdy bylo nahrazeno novými župami.

## Symboly
Zákon o autonomii se symbolům Slovenské země nevěnuje. Používán byl slovenský znak (trojvrší s dvojitým křížem), oficiálně zavedený v Československu zákonem č. 252/1920 Sb., a vlajka se třemi vodorovnými pruhy (bílým, modrým a červeným), která byla za první republiky sice užívána, ovšem pouze neoficiálně. Po vyhlášení autonomie se začalo debatovat o formě a obsahu znaku a kromě stávající vlajky byla hojně používána tzv. autonomistická vlajka, tvořená modrým listem s bílým diskem uprostřed, na němž se nachází červený dvojitý kříž. Ta byla spojena hlavně s Hlinkovou slovenskou ľudovou stranou. Prezidium Ministerstva vnitra Slovenské země dne 5. prosince 1938 rozhodlo o používání znaku v podobě, v jaké byl na malém státním československém znaku.

## Historie

### Vznik autonomní Slovenské země
V rámci československého zemského zřízení existovala samosprávná země Slovenská, mnozí slovenští političtí představitelé však toužili po autonomii či dokonce samostatnosti. Autonomistické tendence slovenských politiků vyvrcholily na podzim 1938 po mnichovské dohodě, na jejímž základě přišlo Československo o velkou část svého území. Ústavní zákon o autonomii Slovenska byl sice připravován již v předchozích měsících, po odstoupení pohraničí však nátlak nacionalistické Hlinkovy slovenské ľudové strany (HSĽS) eskaloval. Ľuďáci se se slovenskými politiky z ostatních politických stran domluvili a 6. října 1938 zveřejnili žilinskou dohodu, kterou Slovensko fakticky vyhlásilo autonomii. Žádali v ní jednak urychlené schválení ústavního zákona o autonomii, jednak okamžité vytvořené autonomní slovenské vlády, které měla být v rámci Slovenska ihned předána výkonná moc. Ještě téhož dne jmenovala československá vláda, na kterou přešly po rezignaci Edvarda Beneše z funkce hlavy státu prezidentské pravomoci, Jozefa Tisa ministrem pro správu Slovenska, a tedy fakticky předsedou slovenské vlády. Na Tisův návrh byli následujícího dne jmenováni i další čtyři ministři, takže se první autonomní slovenská vláda mohla chopit výkonné moci. Členové slovenské vlády, sídlící v Bratislavě, byli zároveň členy vlády republikové. Nadále zůstal zachován zemský úřad z předchozí doby samosprávné země, v čele se zemským prezidentem, jenž byl vládou jmenovaným státním úředníkem. Stávající zemský prezident Jozef Országh byl již 6. října penzionován a na jeho místo byl od 11. října dekretem vlády jmenován přívrženec HSĽS Julián Šimko.

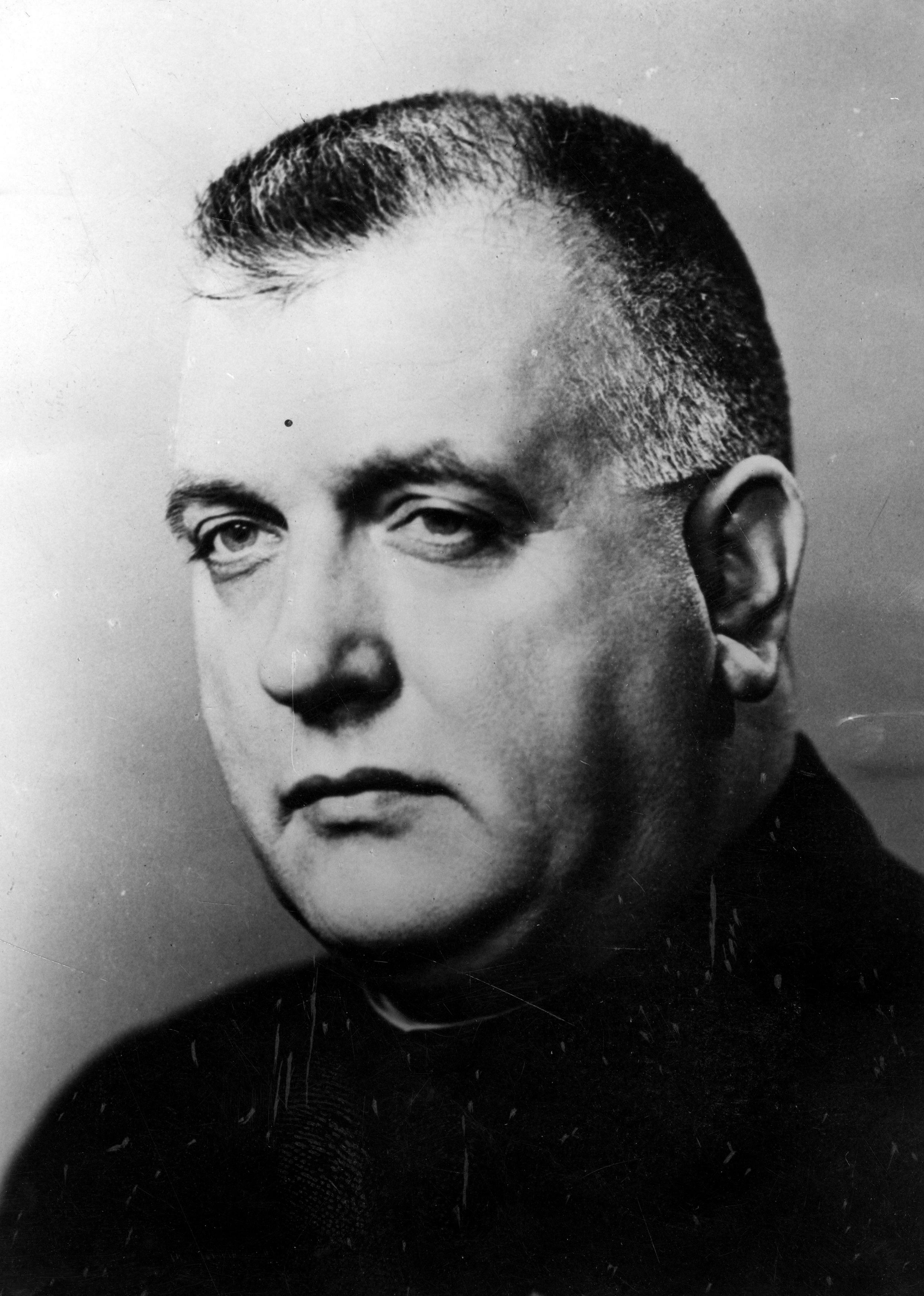
Jozef Tiso

Zatímco západní polovina republiky byla po mnichovské dohodě silně ochromena odstoupením českého pohraničí Německu, Slovensku se zpočátku velké územní změny vyhnuly. Německá armáda pouze 10. října 1938 obsadila bratislavské předmostí Petržalku a Devín. Dne 2. listopadu 1938 ale byla ukončena jednání první vídeňské arbitráže, podle níž muselo Československo ve dnech 5.–10. listopadu přenechat Maďarsku rozsáhlé území jižního Slovenska a Podkarpatské Rusi. Během listopadu pak ještě došlo k předání některých menších území kolem severní hranice Polsku.
Nová autonomní zemská vláda rozpustila k 21. listopadu 1938 zemské zastupitelstvo, zemské výbory a zemské komise. Toto proběhlo v době, kdy byl navržený zákon o autonomii schválen Národním shromážděním, čímž došlo k legalizaci faktického stavu autonomního Slovenska. Ústavní zákon č. 299/1938 Sb., o autonomii Slovenské země, účinný od 23. listopadu 1938, zásadně změnil dosavadní československou ústavu, prohlašující republiku za unitární stát. Tímto usnesením došlo de facto ke vzniku trialistické asymetrické federace; autonomní bylo pouze Slovensko a na základě podobného zákona také Podkarpatská Rus, historické české země autonomii nezískaly a byly nadále spravovány ústředními československými orgány. Zákonodárnou moc na území Slovenska měl vykonávat Sněm Slovenské země a spravovat ji měla zemská vláda, úřední řečí zde byla nyní pouze slovenština. Měl také nově vzniknout slovenský nejvyšší soud a nejvyšší správní soud. Společné zájmy (zahraniční věci, obrana, měna, cla, doprava, pošta) však zůstaly v pravomocích centrální republikové vlády a Národního shromáždění, společná byla i hlava státu. V zákoně o autonomii Slovenska byl rovněž poprvé užitý tvar názvu státu se spojovníkem, totiž Česko-Slovenská republika (Česko-Slovensko), který pak byl používán až do zániku státu v polovině března 1939. Po zvolení Emila Háchy prezidentem 30. listopadu 1938 podala československá vláda (do níž patřili i slovenští a podkarpatoruští zástupci) dle předchozí dohody demisi. Hácha následně jmenoval nový kabinet a v čele toho slovenského se opět objevil Tiso.
Politika slovenské vlády ovládané HSĽS byla výrazně nacionalistická, protičeská a protižidovská. Během října a listopadu 1938 byly některé politické strany touto vládou zakázány (KSČ, ČSDSD, SNS, Židovská strana) a většina ostatních byla sloučena do Hlinkovy slovenské ľudové strany-Strany slovenské národní jednoty (HSĽS-SSNJ). Po opětovném rozpuštění stran v lednu 1939 pak zůstaly pouze HSĽS-SSNJ, Sjednocená maďarská strana a Německá strana.

### Mezidobí
První volby do 63členného Sněmu Slovenské země vyhlásil předseda vlády Jozef Tiso 26. listopadu 1938. Vzhledem k účelovému vyhlášení s termínem dodání kandidátek další den se jich ale zúčastnila pouze HSĽS-SSNJ. Hlasování proběhlo 18. prosince 1938 a HSĽS-SSNJ (i s několika karpatskými Němci a Maďary na kandidátce) získala 96,6 % hlasů, volební účast činila 92,7 %. První schůze Sněmu, který zasedal v Bratislavě, se uskutečnila 18. ledna 1939, jeho předsedou byl zvolen Martin Sokol. Na návrh Sněmu odvolal prezident Hácha druhou Tisovu vládu a 20. ledna jmenoval novou vládu, opět s Tisovým předsednictvím. Druhá schůze Sněmu se zabývala programovým prohlášením slovenské vlády.

### Nezávislost

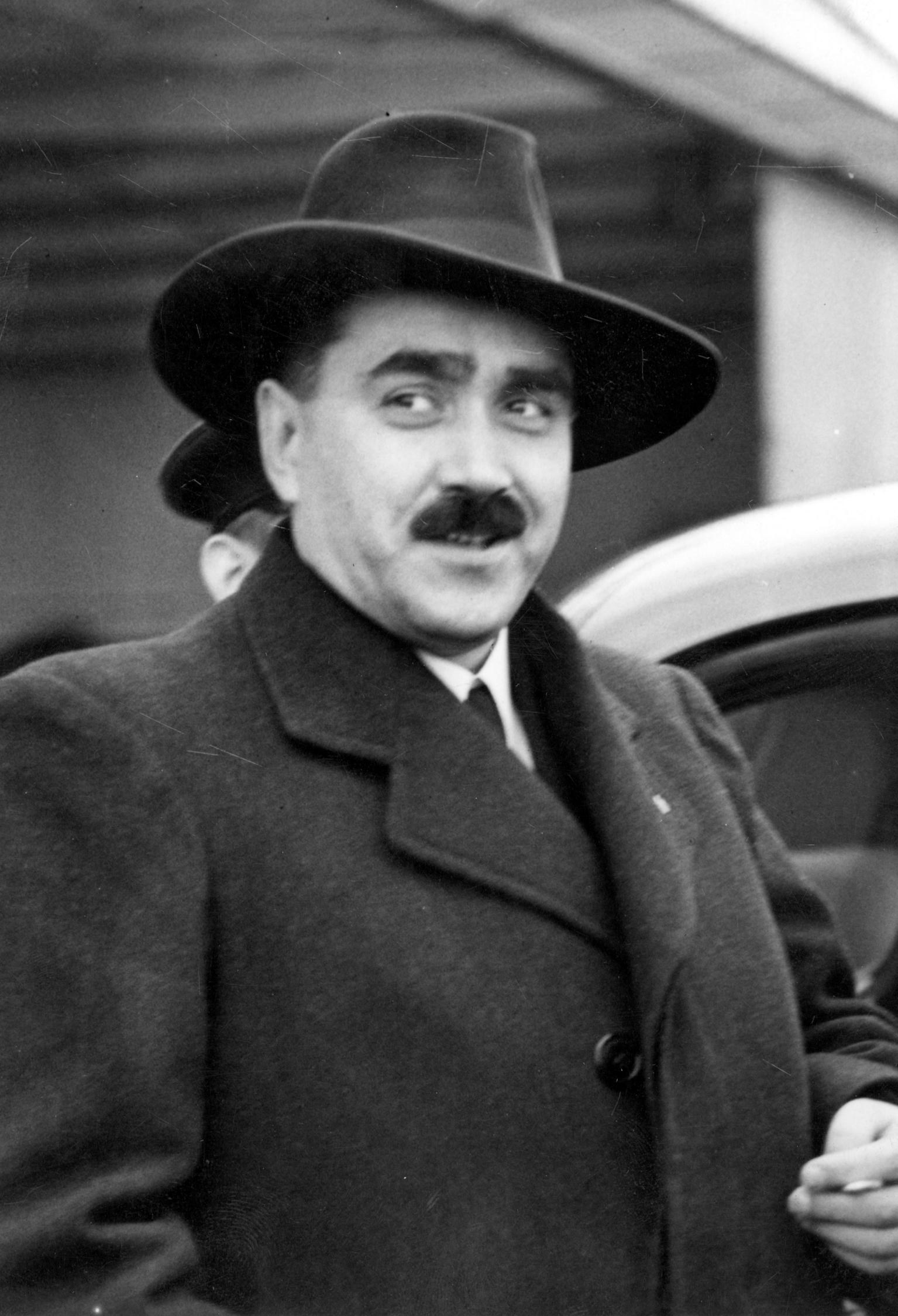
Karol Sidor

Slovenští ministři často jezdili jednat s německými nacistickými politiky do Berlína, což nelibě nesla republiková vláda. V noci z 9. na 10. března 1939 proto proběhl na Slovensku zásah armády, označovaný jako Homolův puč, a prezident Hácha jmenoval provizorní slovenskou vládu, pouze dvoučlennou, jejímž předsedou byl Jozef Sivák, v té době pobývající v Římě při příležitosti korunovace nového papeže Pia XII. V dalších dnech se Hácha dohodl se Sněmem Slovenské země a 11. března jmenoval další vládu, které předsedal umírněný Karol Sidor. Toho začali navštěvovat němečtí kurýři s výzvami k vyhlášení slovenské nezávislosti, což Sidor odmítl.
Dne 14. března 1939 byla zahájena třetí schůze Sněmu. Na ní poslanec Jozef Tiso informoval o své právě proběhnuvší schůzi s říšskoněmeckým kancléřem Adolfem Hitlerem, který si žádal rychlé vyhlášení slovenské nezávislosti, což mělo naleznout podporu u Německa a zároveň zamezit přenechání zbylého slovenského území Maďarsku. Autonomní Sněm Slovenské země poté v poledne toho dne (krátce po dvanácté hodině) odhlasoval a přijal svůj jediný zákon, vyhlášení nezávislosti Slovenského státu. Spekulovalo se o německém autorství tohoto zákona (Tiso jej měl přivést z Berlína od Ribbentropa), jako jeho autor se však přihlásil předseda Sněmu Martin Sokol. Tímto aktem tak došlo k faktickému zániku česko-slovenské federace, neboť ústřední republiková vláda a další orgány přišly o jakoukoliv kontrolu nad děním na Slovensku, které vyhlásilo samostatnost, takže další autonomní část státu, Karpatská Ukrajina, byla od českých území zcela oddělena a krátce poté rovněž vyhlásila nezávislost.
Zemské zřízení reálně fungovalo na Slovensku sice jen do podzimu 1938, nicméně zemský úřad, nyní už bez větších pravomocí, které převzala zemská vláda, existoval i poté v počátcích nezávislého Slovenska. Zrušen byl až zákonem č. 190/1939 ke dni 31. prosinci 1939. Od 1. ledna 1940 se pak Slovenská republika členila na župy.
Po obnově Československa v roce 1945 nadále formálně platil ústavní zákon o autonomii Slovenské země z roku 1938 (byť samotná Slovenská země od konce roku 1939 neexistovala), který byl zrušen 8. června 1948 začátkem platnosti nové československé ústavy.

### Představitelé autonomní Slovenské země

#### Předsedové vlád
- Jozef Tiso (7. října 1938 – 9. března 1939)
- Jozef Sivák (9. března 1939 – 11. března 1939)
- Karol Sidor (11. března 1939 – 14. března 1939)

Seznam vlád:
- první vláda Jozefa Tisa (7. října 1938 – 1. prosince 1938)
- druhá vláda Jozefa Tisa (1. prosince 1938 – 20. ledna 1939)
- třetí vláda Jozefa Tisa (20. ledna 1939 – 9. března 1939)
- vláda Jozefa Siváka (9. března 1939 – 11. března 1939)
- vláda Karola Sidora (11. března 1939 – 14. března 1939)

#### Zemský prezident
- Julián Šimko (11. října 1938 – 31. prosince 1939)

## Geografie
K 1. lednu 1936 měla samosprávná Slovenská země rozlohu 49 021 km². V průběhu října a listopadu 1938 postoupilo Československo na základě mnichovské dohody a první vídeňské arbitráže Německu, Maďarsku a Polsku slovenské oblasti o ploše 10 565 km², takže v prosinci 1938 činila rozloha autonomní Slovenské země 38 456 km².

## Obyvatelstvo
Dne 31. prosince 1938 proběhlo na Slovensku mimořádné sčítání lidu, na jehož základě měl být založen národnostní katastr. Podle předběžných výsledků, zveřejněných koncem ledna 1939, žilo tehdy ve Slovenské zemi přibližně 2 709 000 osob, z toho asi 2 291 000 Slováků (84,6 %), 128 tisíc Němců (4,7 %), 93 688 Čechů (3,5 %), 79 tisíc Rusínů (2,9 %), 67 tisíc Maďarů (2,5 %), 29 928 Židů (1,1 %) a 27 tisíc Romů (1,0 %).
K judaismu se při tomto sčítání přihlásilo 87 487 osob (3,2 %).